# Dům čp. 413 (Štramberk)
Dům čp. 413 stojí na ulici Plaňava ve Štramberku v okrese Nový Jičín. Roubený dům byl postaven v třicátých letech 19. století. Byl zapsán do Ústředního seznamu kulturních památek ČR před rokem 1988 a je součástí městské památkové rezervace.

## Historie
Podle urbáře z roku 1558 bylo na náměstí postaveno původně 22 domů s dřevěným podloubím, kterým bylo přiznáno šenkovní právo, a sedm usedlých na předměstí. Uprostřed náměstí stál pivovar. V roce 1614 je uváděno 28 hospodářů, fara, kostel, škola a za hradbami 19 domů. Za panování jezuitů bylo v roce 1656 uváděno 53 domů. První zděný dům čp. 10 byl postaven na náměstí v roce 1799. V roce 1855 postihl Štramberk požár, při němž shořelo na 40 domů a dvě stodoly. V třicátých letech 19. století stálo nedaleko náměstí ještě dvanáct dřevěných domů.
Původní roubený dům čp. 413 byl postaven v třicátých letech 19. století. Později byla přistavěna zděná část. Dům prošel celkovou rekonstrukcí na začátku 21. století. Objekt je součástí původní předměstské zástavby ve Štramberku.

## Stavební podoba
Dům je přízemní roubená a částečně zděná stavba na obdélném půdorysu, orientovaná štítovou zděnou stranou do ulice a svahu. Dispozice je dvojdílná se síní a jizbou. Stavba je postavena na vysoké kamenné omítané podezdívce, která vyrovnává vysokou svahovou nerovnost. V podezdívce je sklepní prostor, který sloužil jako chlév, přístupný ze severní strany podezdívky. Zadní část domu je zděná. V západní straně je hlavní vchod ve zděné části, v roubené je jedno kaslíkové okno. Štítové roubené průčelí je dvouosé s okny v dřevěných rámech orientované do údolí (na sever). Štít je trojúhelníkový, svisle bedněný s laťováním, dvěma okny s polovalbou nahoře a s podlomenicí v patě štítu. Pod polovalbou je malý výzorník. Jižní strana je zděná včetně štítu, ve kterém je jedno okno a polovalba ve vrcholu. Střecha je sedlová s polovalbami, krytá šindelem, na západní straně je vikýř s pultovou střechou.